# Jay Bothroyd
Jay Bothroyd, né le 5 mai 1982 à Islington (Londres), est un footballeur international anglais qui évolue au poste d'attaquant.

## Carrière en club

### Coventry City
Formé à Arsenal qui envisage de le conserver dans son effectif professionnel, Jay Bothroyd est cédé à l'âge de 18 ans au club de Coventry City pour avoir jeté son maillot vers le banc de touche, à la suite de son remplacement sur le terrain lors de la finale de la Coupe Espoirs 2000 contre West Ham. Le transfert est évalué à 1,5 million d'euros. Il passe les trois saisons suivantes à Coventry, y inscrivant un total de 17 buts toutes compétitions confondues, sans parvenir à être considéré comme un titulaire indiscutable.
Lors de la saison 2002-2003, il devient même le meilleur buteur de l'équipe, avec 11 réalisations en 39 matchs. Ses performances éveillent l'intérêt de clubs étrangers, comme Pérouse, en Italie, qui le recrute alors que son contrat expire à Coventry.

### Pérouse
Le passage de Bothroyd à Pérouse est considéré comme un échec. Il ne parvient pas à s'imposer, malgré 26 apparitions en championnat et 6 matchs de coupe d'Europe lors de sa première saison. Il est donc prêté en août 2004 au club anglais des Blackburn Rovers.
Lors d'une interview donnée en 2008 au journal gallois The South Wales Echo, il confie avoir été victime de racisme, comme d'autres coéquipiers, alors qu'il jouait en Italie.

### Blackburn Rovers
Bothroyd ne parvient pas à s'assurer une place à Blackburn et reçoit même un carton rouge lors d'un match contre Norwich City au cours duquel il tacle sévèrement Mattias Jonson. Il n'inscrit qu'un seul but sous le maillot des Rovers, au cours d'un match contre Liverpool (2-2).

### Charlton Athletic
Il signe pour Charlton Athletic le 31 août 2005, après avoir été laissé libre par Pérouse, en proie à des problèmes financiers. Il s'y révèle redoutable tireur de coups francs et fait sensation en inscrivant deux buts lors d'un match de championnat contre Manchester City et Newcastle.
À la fin de la saison, il est pourtant laissé libre, à la suite de l'arrivée d'un nouvel entraîneur en la personne de Iain Dowie.

### Wolverhampton Wanderers
Sa situation le pousse à signer pour les Wolverhampton Wanderers le 26 juillet 2006, ce qui fait de lui la première recrue des Wolves pour la saison 2006-2007. Le début de saison de Bothroyd est de très bon niveau ; il parvient à inscrire 3 buts sur ses 6 premières rencontres. Malheureusement, lors du match suivant, un pénalty tiré mollement l'empêche d'inscrire un but contre Derby County et vaut la défaite pour son club (0-1).
La suite de la saison est plus difficile pour lui. Une blessure l'éloigne des terrains jusqu'au mois de février 2007, date après laquelle il est poussé sur le banc des remplaçants. Il parvient toutefois à inscrire le but de la victoire lors du derby opposant Wolverhampton à West Bromwich Albion (1-0), au cours d'un match essentiel dans la course à la promotion.
La saison suivante (2007-2008), Bothroyd garde son statut de remplaçant. Après la signature de deux attaquant aux Wanderers, Sylvan Ebanks-Blake et Kevin Kyle, Bothroyd décide d'aller trouver du temps de jeu dans un autre club et est prêté à Stoke City pour un mois, le 14 mars 2008, prêt finalement prolongé jusqu'à la fin de la saison, à l'issue de laquelle Stoke City décroche la promotion en Premier League. Dès son retour à Wolverhampton, Bothroyd est mis sur la liste des transferts.

### Cardiff City

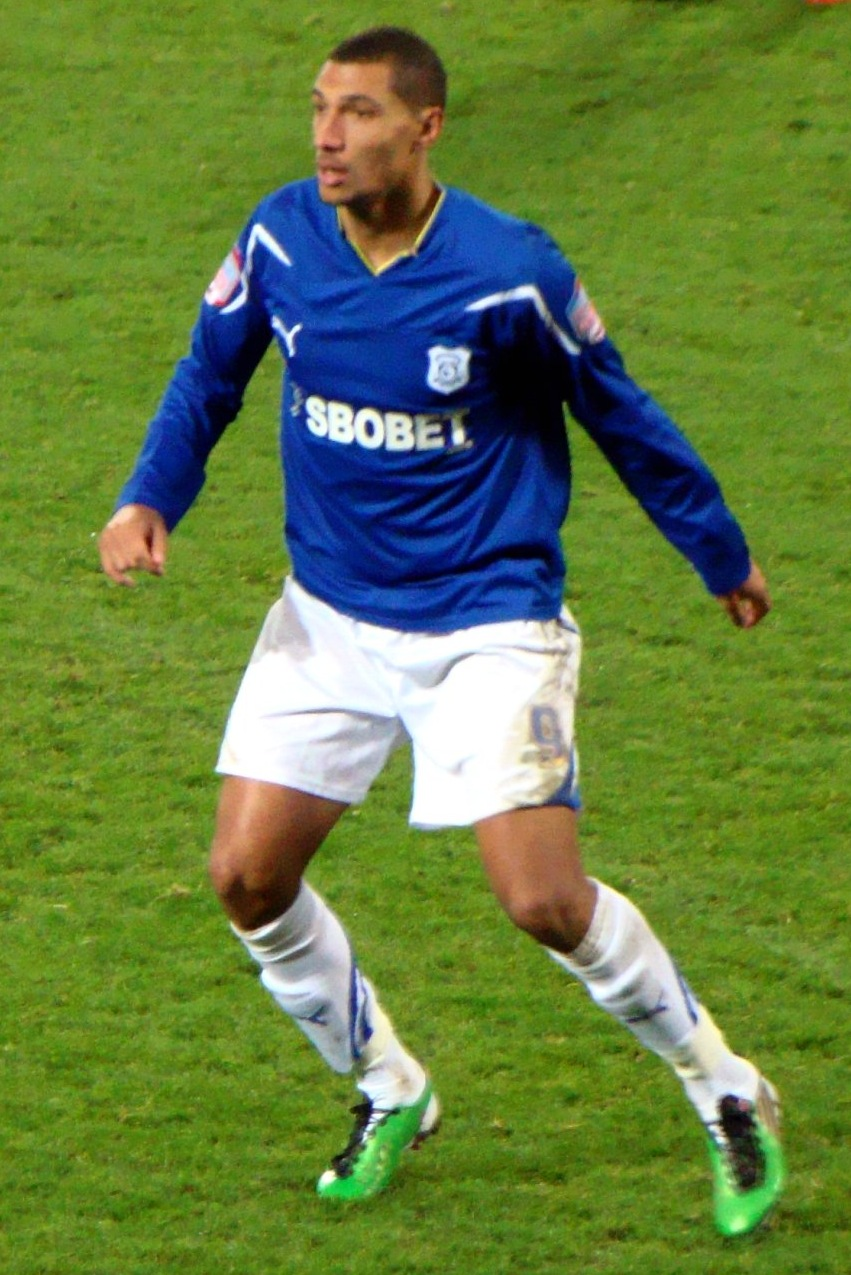
Bothroyd lors du match Cardiff-Nottingham Forest, novembre 2010.

Bothroyd reste en Championship, en signant le 4 août 2008 pour le club gallois de Cardiff City pour un montant de 350 000 £ et pour un durée de 3 ans, soutirant le joueur promis au club nouvellement promu en Premier League de Hull City.
Le début de saison 2010-2011 de Bothroyd est tonitruant : il inscrit 15 buts en 19 matchs, toutes compétitions confondues. Dave Jones, son entraîneur, lance alors par deux fois un appel au sélectionneur de l'équipe d'Angleterre, Fabio Capello, pour vanter ses services. Finalement, pour un match amical contre la France le 17 novembre 2010, Capello fait appel à Bothroyd en l'incluant dans un groupe de 23 joueurs présélectionnés. Bothroyd est le premier joueur de Cardiff à être appelé en équipe d'Angleterre. Mais une blessure à la cuisse, subie le 4 décembre 2010 contre Preston (1-1), le prive de compétition plus d'un mois et le coupe dans son élan.
Il retrouve la compétition le 22 janvier suivant, à l'occasion de la réception de Watford. Cardiff l'emporte 4-2 et Bothroyd inscrit un but. Dans le même temps, des rumeurs courent quant au départ imminent du joueur lors du mercato d'hiver, son contrat expirant en juin, Bothroyd confirme qu'il reste au club.
Mais ce n'est qu'à l'issue de la saison que Bothroyd, dont le contrat est terminé, quitte le club.

### Queens Park Rangers
Il signe à QPR le 13 juillet 2011 pour une durée de trois saisons.

### Sheffield Wednesday
Le 31 août 2012, Bothroyd est prêté quatre mois à Sheffield Wednesday, club entraîné par celui qui fut déjà son entraîneur à Cardiff City, Dave Jones. Le 1er janvier 2013 il est rappelé par Queen Park Ranger 6 mois avant la fin de son prêt après avoir marqué 1 but en 14 matchs 

### Exil en Thaïlande
Le 8 janvier 2014 il rejoint le club thaïlandais Muangthong United.

## Carrière internationale
Jay Bothroyd a joué pour l'Angleterre plusieurs matchs en tant que jeune joueur, portant même une fois le maillot de l'équipe d'Angleterre espoirs lors d'une rencontre, gagnée 3-0 par l'Angleterre, contre l'équipe du Mexique des moins de 20 ans, match au cours duquel il inscrit un but. Alors que son talent se dévoile progressivement, et qu'Arsène Wenger, l'entraîneur d'Arsenal FC, où Bothroyd a été formé mais exclu pour des raisons de comportement, regrette son départ, on apprend en octobre 2008, qu'il est pressenti pour intégrer l'équipe de Jamaïque, ses grands-parents étant nés dans ce pays.
Le 13 novembre 2010, le sélectionneur anglais Fabio Capello le convoque pour disputer un match amical quatre jours plus tard entre l'Angleterre et la France à Wembley (score final: 2-1 pour la France). Il entre à la 74e minute à la place d'Andrew Carroll et devient par là-même le premier joueur anglais sélectionné pour l'équipe de Cardiff.

## Palmarès

### Distinction personnelle
- Élu meilleur joueur de Championship : octobre 2010[28].

## Statistiques
| Saison    | Club                    | Pays           | Championnat         | Coupes nationales | Coupes continentales | Sélection Angleterre |
| --------- | ----------------------- | -------------- | ------------------- | ----------------- | -------------------- | -------------------- |
| 2000-2001 | Coventry City           | Premier League | 6 matchs            | 2 matchs          | -                    | -                    |
| 2001-2002 | Coventry City           | Championship   | 31 matchs / 6 buts  | 3 matchs          | -                    | -                    |
| 2002-2003 | Coventry City           | Championship   | 33 matchs / 8 buts  | 6 matchs / 3 buts | -                    | -                    |
| 2003-2004 | Pérouse                 | Série A        | 26 matchs / 5 buts  | -                 | 6 matchs (C3)        | -                    |
| 2004-2005 | Pérouse                 | Série B        | 2 matchs            | -                 | -                    | -                    |
| 2004-2005 | Blackburn Rovers        | Premier League | 11 matchs / 1 but   | 2 matchs          | -                    | -                    |
| 2005-2006 | Charlton Athletic       | Premier League | 18 matchs / 2 buts  | 7 matchs / 3 buts | -                    | -                    |
| 2006-2007 | Wolverhampton Wanderers | Championship   | 35 matchs / 9 buts  | -                 | -                    | -                    |
| 2007-2008 | Wolverhampton Wanderers | Championship   | 22 matchs / 3 buts  | 3 matchs / 1 but  | -                    | -                    |
| 2007-2008 | Stoke City              | Championship   | 4 matchs            | -                 | -                    | -                    |
| 2008-2009 | Cardiff City            | Championship   | 39 matchs / 12 buts | 5 matchs          | -                    | -                    |
| 2009-2010 | Cardiff City            | Championship   | 43 matchs / 11 buts | 5 matchs / 2 buts | -                    | -                    |
| 2010-2011 | Cardiff City            | Championship   | 39 matchs / 18 buts | 2 matchs / 2 buts | -                    | 1 match              |
| 2011-2012 | Queens Park Rangers     | Premier League | 21 matchs / 2 buts  | 4 matchs / 1 but  | -                    | -                    |
| 2012-2013 | Sheffield Wednesday     | Championship   | 14 matchs / 1 but   | 1 match           | -                    | -                    |

Dernière mise à jour le 15 janvier 2013